# Abschnittsbefestigung Schwarzwöhr
Die Abschnittsbefestigung Schwarzwöhr liegt südöstlich des Weilers Schwarzwöhr in der niederbayerischen Gemeinde Aholming im Landkreis Dingolfing-Landau. 
Die Anlage liegt etwa 1500 m nordöstlich der Pfarrkirche St. Stephan von Aholming. Sie wird als Bodendenkmal unter der Aktennummer D-2-7243-0002 im Bayernatlas als „Abschnittsbefestigung vor- und frühgeschichtlicher Zeitstellung mit Wall und Graben, Siedlung der (frühen) Bronzezeit, der Bronze- bis Urnenfelderzeit, der späten Latènezeit und des frühen Mittelalters, Bestattungsplatz der späten Bronzezeit, der Urnenfelderzeit sowie vor- und frühgeschichtlicher Zeitstellung“ geführt.

## Beschreibung
In der Isartalaue zwischen den Weilern Schwarzwöhr und Burgstall befindet sich eine nach Süden gerichtete Ausbuchtung mit etwa 10 m hohen Steilrändern. Am Westrand dieser Bucht befindet sich die frühmittelalterliche (karolingisch-ottonische) Befestigungsanlage. Etwa 1100 m östlich unterhalb von Burgstall findet sich die Abschnittsbefestigung Burgstall als Pendant zu der Abschnittsbefestigung Schwarzwöhr. 
Nach Nordwesten zu dem Weiler bildet ein annähernd 100 m langer und fast geradlinig nach Nordosten verlaufender Steilhang den Schutz für die Abschnittsbefestigung. An der Nordecke biegt diese Böschung unter Bildung einer inneren Grabenböschung rechtwinkelig nach Südosten ab und bildet mit dem erst nach 20 m einsetzenden Wall die Böschung eines tiefen Spitzgrabens. In dessen Verlauf nimmt die Differenz zwischen Grabensohle und Wallkrone von 4 auf 5,6 m zu, um dann bis zum Ende des Walls wieder auf 2,9 m abzufallen. Die Krone des daran anschließenden gleichmäßig bogenförmig geschwungenen Walls steigt vom Wallfuß im Inneren bis auf 2,8 m an und fällt danach allmählich wieder ab. Die Innenfläche macht ca. 280 × 160 m aus, die Außenmaße betragen ca. 300 × 200 m.
Bei den letzten Abtragungen an der Nordwestflanke wurden römische Funde gemacht. Dies ist Anlass zu der Vermutung, dass unter der aus dem Hochtrassenrand herausgeschnittenen Abschnittsbefestigung des 10. Jahrhunderts eine Wehranlage, etwa im Sinn einer befestigten römischen Straßenstation, gelegen hat. Etwas nördlich davon trifft nämlich die römische Isartalstraße auf die römische Donausüdstraße, von denen noch Teile erhalten sind (Aktenzeichen D-2-7243-0152 bzw. D-2-7243-0344). 
Das ursprüngliche steile und bis 13 m hohe Isarhochufer auf der Nordostseite, das gleichzeitig die ursprüngliche natürliche Sicherung der Anlage in diese Richtung bildete, wurde 1860 beim Bau der Eisenbahnlinie durch Abgrabungen um bis zu 20 m südwestwärts verlegt. 1958 wurden die noch vorhandenen Wälle und Gräben, die die Anlage ursprünglich nach Süden gegen die übrige Hochfläche schützten, zugunsten der landwirtschaftlichen Nutzung weitgehend eingeebnet. Der Nordwesthang des Isarhochufers bei dem Ort Schwarzwöhr dürfte als natürliche Sicherung noch einigermaßen dem ursprünglichen Zustand der Anlage entsprechen. 2010 erfolgte eine magnetometrische Prospektierung des gesamten ehemaligen Befestigungsareals.